# ARA Los Andes
El ARA Los Andes fue un buque acorazado tipo Monitor que sirvió en la Armada Argentina.

## Historia
Fue adquirido en 1875 por el Gobierno Argentino a través de su comisionado naval en Londres, Manuel Rafael García Aguirre, a la firma Laird Brothers, que lo construyó en el astillero Cammel, ubicado en la localidad de Birkenhead, Inglaterra. La unidad costó £ 85 000, las cuales fueron abonadas con fondos provenientes de la Ley de Armamento Naval de 1872 bajo la presidencia de Domingo Faustino Sarmiento, por lo que es también reconocido por ser parte de la denominada Escuadra de Sarmiento.

La madrina del buque fue Eduarda (hija mayor de García Aguirre), a quien la casa Laird le obsequió una modesta pulsera con una inscripción alusiva a la ceremonia.
Los buques de esta clase fueron en su momento un arma novedosa para la guerra fluvial, impuesta por la experiencia recogida en la guerra de Secesión de los Estados Unidos de América, ya que tenían la posibilidad de hacer ingresar en sus tanques 235t de agua, sumergiéndose y presentando así un blanco que emergía de la superficie del agua tan sólo 8 pies. Esta operación tardaba unos 45 minutos y su reflotación se realizaba mediante el empleo de bombas a vapor (lo cual demoraba a su vez unas 2 horas).
Tenía su artillería un alcance de 4000 m, con una capacidad de perforación de 6 pies.
Finalizada su construcción y pruebas de máquinas, fue traído al país por una tripulación totalmente británica, contratada al efecto. En el viaje se utilizó la experiencia recogida en el traslado de su buque gemelo El Plata, pues al tratarse de una unidad eminentemente fluvial, su navegación descuidada en alta mar era considerablemente peligrosa por lo cual se le construyeron falsas proas (con el objeto de mejorar sus condiciones marineras) y se le aumentó su capacidad de carbón (ya que su autonomía de diseño no le permitía llegar hasta el país).
El ARA Los Andes tuvo una activa participación con la Armada Argentina en sus más de 50 años de servicio, participando en la Expedición del Comodoro Luis Py a la Patagonia para sostener los derechos que reclamaba la Argentina en el extremo sur del continente mediante la ocupación de Santa Cruz entre otras tareas.
Participó en la revolución de 1893, sublevándose al Gobierno Nacional y uniéndose a la causa de la Unión Cívica Radical por lo que se enfrentó en el Combate naval de El Espinillo a los buques ARA Espora y ARA Independencia en lo que fue el combate entre unidades acorazadas más importante del país.
Continuó con sus servicios hasta 1928, año en que fue vendido y posteriormente desguazado.